# Église Notre-Dame-au-Lac de Tirlemont
 (mars 2023).
L'église Notre-Dame-au-Lac (Onze-Lieve-Vrouw-ter-Poel en néerlandais) est une église gothique et néogothique inachevée située sur le territoire de la commune belge de Tirlemont (Tienen), en Brabant flamand.

## Localisation
L'église Notre-Dame-au-Lac borde le côté oriental de la Grand-Place de Tirlemont (Grote Markt en néerlandais), qui fut construite sur un étang asséché, d'où le nom de l'église.
Elle borde également le côté nord de la place du Marché à la Chaux (Kalkmarkt), à 300 m au nord-est de l'église Saint-Germain.

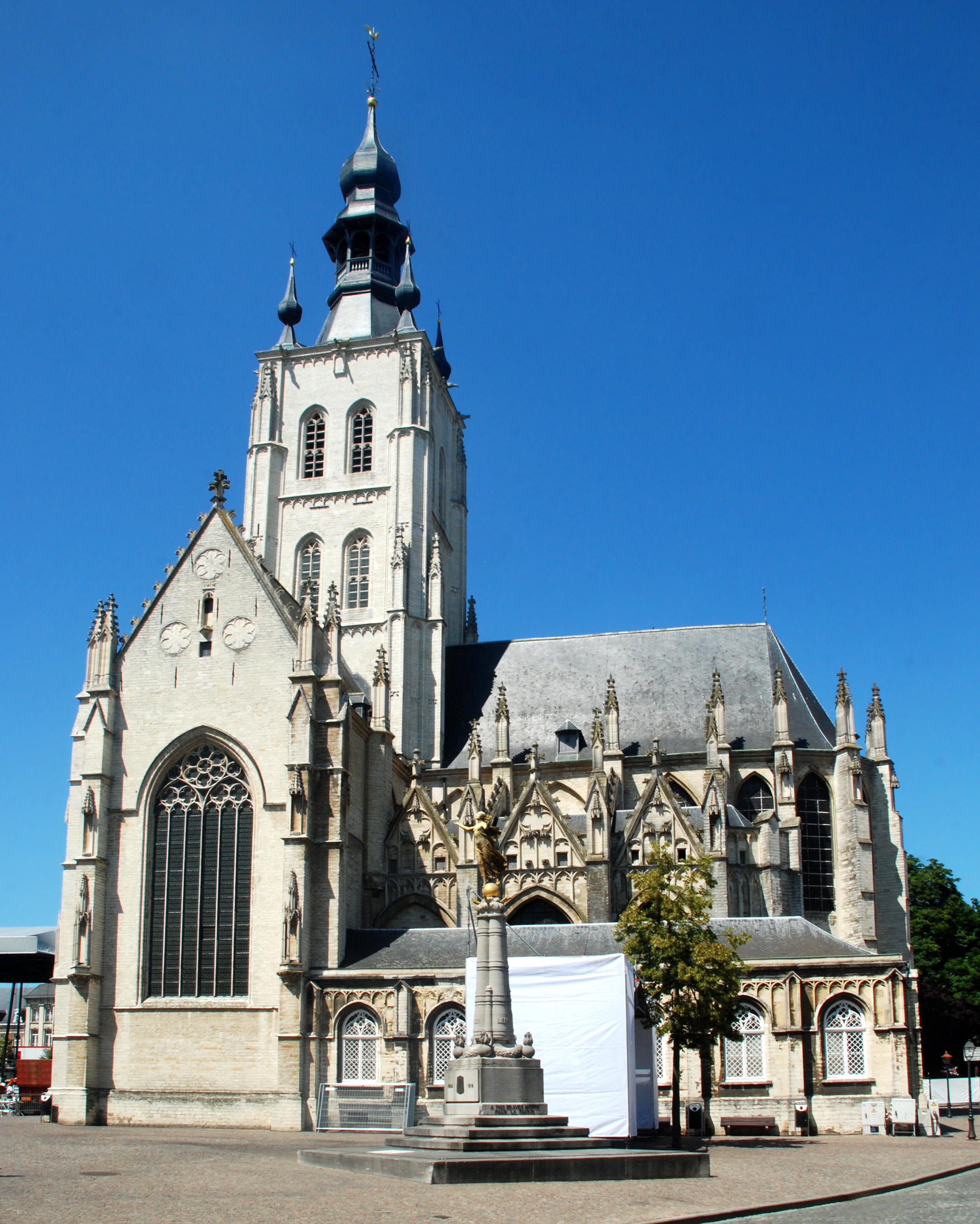
L'église vue depuis la place du Marché à la Chaux

## Histoire

### Classement et protection
L'église fait l'objet d'un classement au titre des monuments historiques depuis le 25 mars 1938 et figure à l'Inventaire du patrimoine immobilier de la Région flamande sous la référence 42839. Ce classement révèle une architecture gothique des XIVe et XVe siècles ainsi qu'une architecture néogothique.

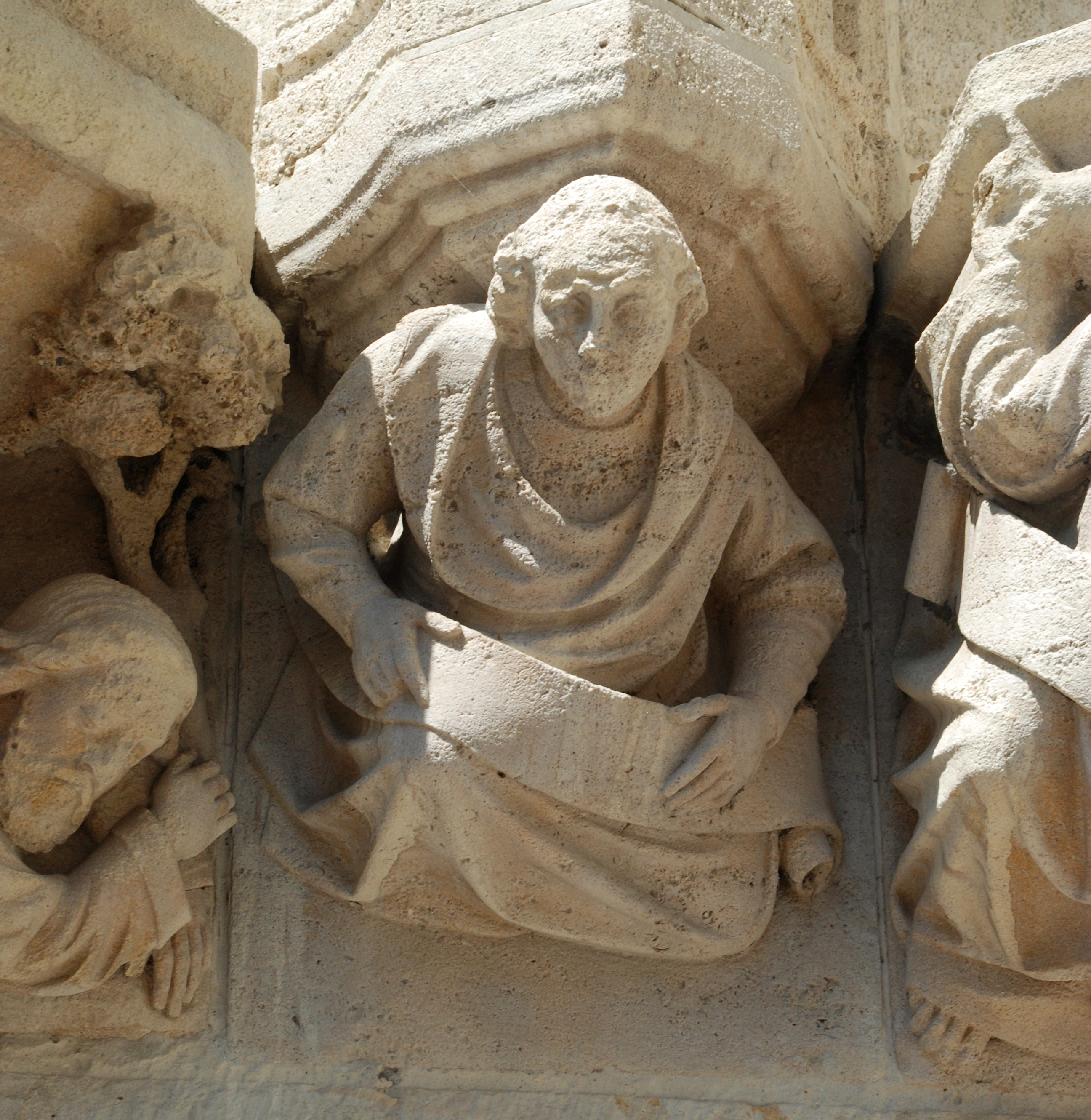
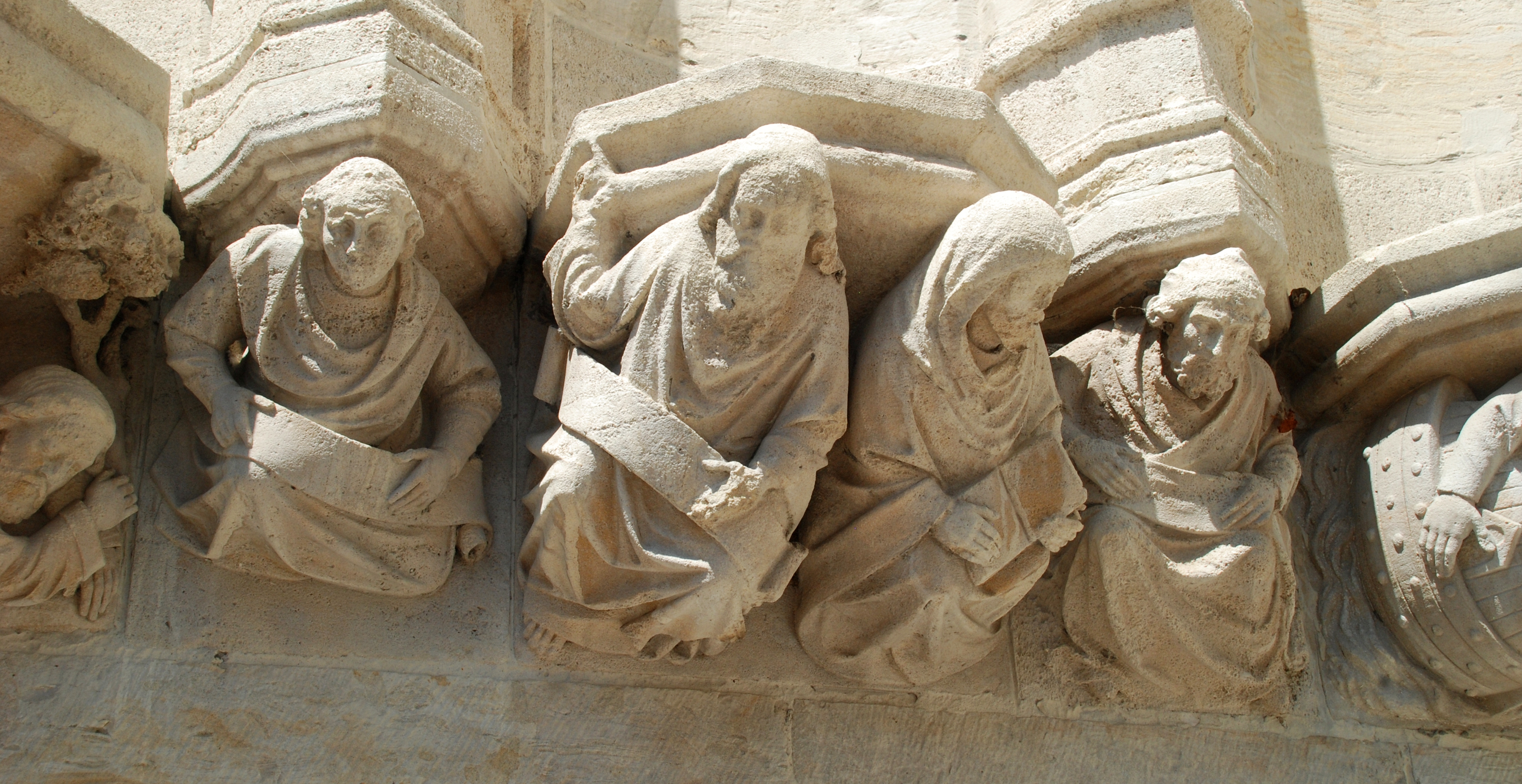
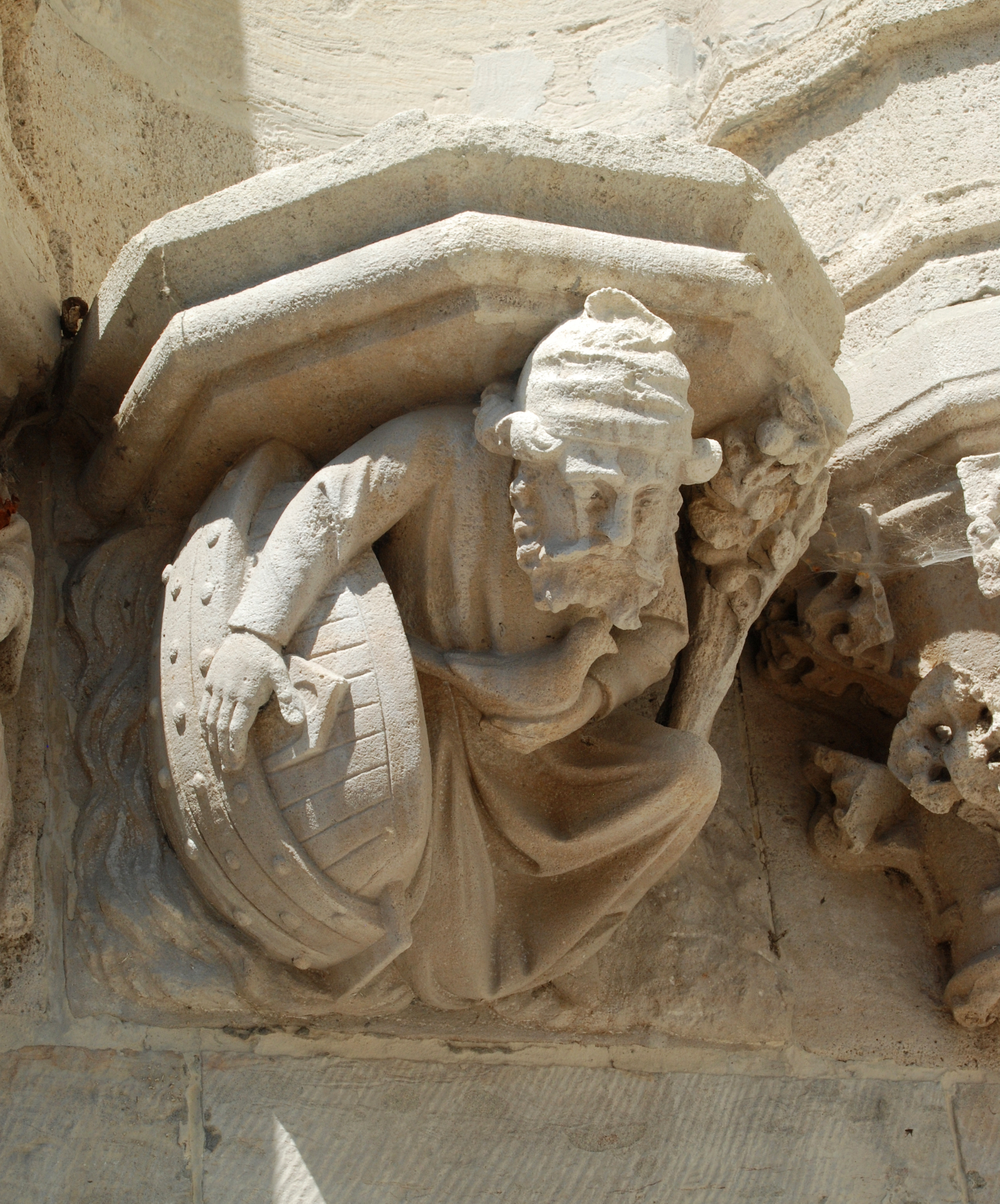
Noé